# John del Russi
John del Russi (geboren in New Jersey), seit 2006 auch als Xathagorra oder Xathagorra Mlandroth bekannt, ist ein US-amerikanischer Sänger und Multiinstrumentalist. 

## Geschichte
Del Russi wurde im Verlauf der 2000er Jahre mit den Funeral-Doom-Bands Hierophant und Catacombs populär. Seither arbeitete er an diversen Projekten unterschiedlicher musikalischer Ausprägung und initiierte mehrmals Label, die er der Veröffentlichung eigener Musik vorbehielt. Als solche fungierten Black Beyonds Music, Xathagorra Industries und Dark Vision Productions.
Alle Projekte unterhält del Russi, der nach eigenen Angaben sich als Teenager in Doom-Metal-Bands einbrachte, als Solo-Projekte. Als musikalischen Einfluss führt er Disembowelment, My Dying Bride und Thergothon an. Die Idee dazu allein zu agieren begründet er damit so die Musik persönlicher gestalten zu können, sich freier entfalten zu können und darin, dass es kaum Musiker gibt die Doom Metal nach seiner Idee und Vorstellung des Genres spielen mögen. Dieser Vorstellung der Personalisierung seines Schaffens schloss sich die Gründung der Label an. Dennoch kooperierte del Russi mit Unternehmen wie Solitude Productions, Nulll Records und Moribund Records für Veröffentlichungen seiner Projekte.
Insbesondere die Veröffentlichungen mit Hierophant und Catacombs erlangten internationale Popularität und einen Kult-Status als bedeutsame Veröffentlichungen eines Funeral-Doom-Underground und wichtige Wegmarke des amerikanischen Death- und Funeral-Doom.
Nach seinen Erfolgen versuchte del Russi musikalisch an seinem Frühwerk anzuknüpfen. Privat arbeitete er in nicht näher benannten Berufen mit giftigen Chemikalien, die seine Gesundheit beeinträchtigten. Im Jahr 2022 war seine finanzielle Situation und sein gesundheitlicher Zustand auf einem Tiefpunkt. Von Obdachlosigkeit bedroht und auf medizinische Versorgung angewiesen, die das amerikanische Gesundheitssystem nicht kostenfrei zur Verfügung stellt, wandt sich seine Frau auch über die Social-Media-Kanäle des Musikers, mit einem Spendenaufruf an die Öffentlichkeit.

## Diskographie
| Mit Catacombs Mit Hierophant | Mit Inimical - 2001: The Other Gods (Demo, Selbstverlag) - 2003: The Other Gods/Wrath of the Lost (Split-Album mit Sect, Antinomian) Mit Origin of Darkness - 2010: The Living Darkness (EP, Xathagorra Industries) Mit Sect - 1996: Wrath of the Lost (Demo, Selbstverlag) - 2003: The Other Gods/Wrath of the Lost (Split-Album mit Inimical, Antinomian) |